# Медан, син Авраама
Медан (івр. מְדָן) — біблійний персонаж, третій син патріарха Авраама та його другої дружини Хеттури (п'ятий син Авраама). Згадується у книзі Буття 25: 2-6. У нього було п'ятеро братів — Зімран, Йокшан, Мадіан, Ішбак і Шуах, та двоє зведених братів Ісаак та Ізмаїл. Згідно Йосипу Флавію Хеттура з дітьми оселилася в землях троглодитів на південному заході Аравії на березі Червоного моря. Авраам, швидше за все, намагався тримати синів Хеттури подалі від Ісаака, щоб уникнути конфлікту, та виконуючи Боже доручення розповсюдитись і заселити земну кулю.